# Xã Center, Quận Williams, Ohio
Xã Center (tiếng Anh: Center Township) là một xã thuộc quận Williams, tiểu bang Ohio, Hoa Kỳ. Năm 2010, dân số của xã này là 2.874 người.